# 油酥面皮
油酥麵皮，是西点中烘培类食品的一大类。常用的原料有：麵粉、白糖、牛奶、黄油、发酵粉、鸡蛋、起酥油等等，通常用来做各种派类及一些甜品。常见的有以下几种：
1. 奶油酥皮（shortcrust pastry)：簡稱油皮，是最简单也是最常见的面皮。通常用来做批或蛋撻皮，常见的法式鹹派就是用此种面皮做的。在法式西点中，甜的称为pate sucrée 咸味的叫做pâte brisée。
2. 千层酥皮(puff pastry)：簡稱酥皮，通常由面粉、盐、黄油和水做成。制作过程中翻转折叠很多次。在烘培过程中由于热作用，原材料之间相互反应，加之各层间空气的膨胀，形成很多层次。 flaky pastry和puff pastry非常相似。不同的是flaky pastry中加了起酥油。
3. 妃乐酥皮（ filo/phyllo pastry)：是一种像纸一样薄的酥皮。通常用来包馅，和春卷的感觉很相似，但形状可以多样。非常酥脆，入口即碎。
4. 花结酥皮（choux pastry) ：一种非常轻的酥皮。中间通常充不同口味的奶油，比如巧克力的等。常用来做泡芙和意可蕾（éclair）等。
5. 派皮（pie pastry ）主要用于做各种派，比如牛肉派、鸡肉派等。
6. 松脆酥皮（Short Pastry）主要用于做蛋奶派等各类派和咸味的小馅饼。
7. 松脆甜酥皮（short sweet pastry ），即挞皮，主要用于做水果馅饼、甜点、挞类（如蛋挞）。